# Pseudanthias hypselosoma
Pseudanthias hypselosoma és una espècie de peix de la família dels serrànids i de l'ordre dels perciformes.

## Morfologia
- Els mascles poden assolir 19 cm de longitud total.[2][3]

## Hàbitat
És un peix marí de clima tropical i associat als esculls de corall que viu entre 6-50 m de fondària.

## Distribució geogràfica
Es troba des de les Maldives fins a Samoa, Taiwan, les Illes Ryukyu i la Gran Barrera de Corall.